# Färöischer Fußballpokal 1957
Der Färöische Fußballpokal 1957 wurde zum dritten Mal ausgespielt. Im Endspiel, welches im Gundadalur-Stadion in Tórshavn auf Kunstrasen ausgetragen wurde, siegte HB Tórshavn mit 1:0 gegen KÍ Klaksvík und konnte den Pokal somit zum zweiten Mal gewinnen.
HB Tórshavn und KÍ Klaksvík belegten in der Meisterschaft die Plätze fünf und eins. Titelverteidiger TB Tvøroyri schied hingegen in der Qualifikationsrunde aus.

## Teilnehmer
Teilnahmeberechtigt waren folgende fünf Mannschaften der Meistaradeildin:
| Meistaradeildin                                           |
| B36 Tórshavn HB Tórshavn KÍ Klaksvík TB Tvøroyri VB Vágur |

## Modus
Für den Pokal waren alle Erstligisten zugelassen. B36 Tórshavn war direkt für das Halbfinale gesetzt. Die übrigen vier Mannschaften spielten zunächst in einer Runde zwei Teilnehmer aus, wovon einer direkt für das Finale qualifiziert war. Die andere siegreiche Mannschaft ermittelte gegen B36 Tórshavn den zweiten Finalteilnehmer. Alle Runden wurden im K.-o.-System ausgetragen.

## Qualifikationsrunde
|             | Ergebnis |             |
| ----------- | -------- | ----------- |
| HB Tórshavn | 4:1      | VB Vágur    |
| KÍ Klaksvík | 4:1      | TB Tvøroyri |

## Halbfinale
HB Tórshavn war direkt für das Finale qualifiziert.
|             | Ergebnis |              |
| ----------- | -------- | ------------ |
| KÍ Klaksvík | 2:1      | B36 Tórshavn |
| HB Tórshavn |          | Freilos      |

## Finale
| Paarung  | HB Tórshavn – KÍ Klaksvík |
| Ergebnis | 1:0                       |
| Stadion  | Gundadalur, Tórshavn      |
| Tore     | 1:0 ? (?.)                |